# Galeão

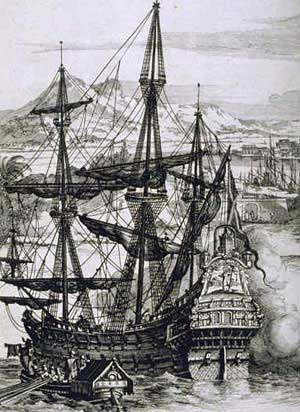
Imagem de um galeão espanhol

Um galeão foi um tipo de navio à vela - ou veleiro - de alto bordo, armado para a guerra, que era costumeiramente utilizado no transporte de cargas valiosas e para a navegação oceânica entre os séculos XVI e XVIII. Distinguia-se por possuir, geralmente, de três a quatro mastros e uma estrutura robusta, suportando um armamento muito mais potente em relação às carracas e naus de seu tempo, marcando uma evolução significativa.

### Características e Construção
Possuia uma capacidade de deslocar até 1200 toneladas e podia equipado com até 40 bocas de fogo (canhões). Também era equipado com duas ou três cobertas e um número variável de velas. Uma de suas características visuais mais marcantes era o castelo de popa elevado, que se estendia até a proa com uma ligeira curvatura no convés . Essa elevação na popa, característica de navios de guerra da época, oferecia uma posição vantajosa para a artilharia e defesa.

### Etimologia e Origens
O termo "galeão" deriva do italiano galeone. A palavra tem suas raízes no verbo italiano galleggiare ("flutuar"), conectando-se a uma família de termos náuticos como galé e galera.
Apesar de o termo galeone ter sido registrado já no século XII em Gênova, referindo-se então a uma pequena galé de remos e uma vela, o galeão como o conhecemos hoje começou a se consolidar como uma nova classe de navios no início do século XVI. Fontes documentais indicam o surgimento do galeão moderno por volta de 1528, com inovações atribuídas a Matteo Bressan no Arsenal de Veneza.  Posteriormente, o termo passou a ser aplicado a esses navios de alto bordo empregados nas rotas comerciais transoceânicas, como as frotas das Índias, espanholas e portuguesas, as rotas africanas e americanas.

### Usos e Legados
Além de servir a diversas marinhas europeias, o galeão foi amplamente empregado na exploração e colonização, sendo um dos principais meios navais de transporte de riquezas do Novo Mundo para a Europa. Sua capacidade de carga e armamento o tornavam ideal para proteger carregamentos de ouro, prata e especiarias.
Ao longo da história, muitos galeões estiveram envolvidos em batalhas navais e naufrágios famosos. Em 1705, durante a Guerra de Sucessão Espanhola, diversos galeões carregados de ouro afundaram na Baía de Vigo. Em maio de 2007, um carregamento de moedas de prata de um galeão espanhol foi descoberto, avaliado em mais de 230 milhões de euros.
Embora predominantemente associado a piratas, essa ideia é longe da realidade. Galeões eram grandes, lentos e pesados — produto de seu uso em grandes expedições marítimas, carregando uma alta quantia de cargo e armamento. A pirataria, principalmente no Caribe, necessitava de navios ágeis e de pequena escala e, portanto, o uso do galeão entre os piratas era raro, se não impossível.